# Thiêu kết laser chọn lọc

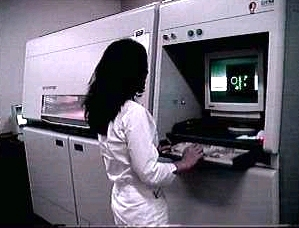
An SLS machine being used at the Centro Renato Archer in Brazil.

Thiêu kết  laser chọn lọc (SLS) là một kỹ thuật sản xuất bồi đắp (AM) sử dụng một laser như nguồn năng lượng để thiêu kết vật liệu bột (như nylon / polyamide), định hướng laser tự động tại các điểm trong không gian nhờ một mô hình 3D, kết nối vật liệu lại với nhau để tạo ra một kết cấu vững chắc. Nó tương tự như thiêu kết laser kim loại trực tiếp (DMLS); cả hai đều là phiên bản của cùng một mô hình nhưng khác nhau về chi tiết kỹ thuật. Nấu chảy laser chọn lọc (SLM) sử dụng một khái niệm tương đương, nhưng trong SLM, vật liệu được tan chảy hoàn toàn hơn là thiêu kết, cho phép các tính chất khác nhau (cấu trúc tinh thể, độ xốp, vv). SLS (cũng như các kỹ thuật AM được đề cập khác) là một công nghệ tương đối mới cho đến nay chủ yếu được sử dụng để tạo mẫu nhanh và chosản xuất loạt nhỏ các chi tiết linh kiện. Vai trò sản xuất đang mở rộng khi việc thương mại hóa những cải tiến công nghệ AM.

## Lịch sử
Chọn lọc laser thiêu kết (SLS) đã được phát triển và cấp bằng sáng chế của Tiến sĩ Carl Deckard và cố vấn học thuật, Tiến sĩ Joe Beaman tại Đại học Texas ở Austin vào giữa những năm 1980, dưới sự bảo trợ của DARPA. Deckard và Beaman đã tham gia vào việc thành lập công ty khởi nghiệp DTM, được thành lập để thiết kế và xây dựng các máy SLS. Năm 2001, 3D Systems, đối thủ cạnh tranh lớn nhất của DTM và công nghệ SLS, đã mua lại  DTM. Bằng sáng chế gần đây nhất về công nghệ SLS của Deckard được ban hành ngày 28 tháng 1 năm 1997 và hết hạn ngày 28 tháng 1 năm 2014.
Năm 1979, R. F. Housholder đã phát triển một quy trình tương tự đã được cấp bằng sáng chế nhưng không được thương mại hóa.
Vì SLS yêu cầu sử dụng laser công suất cao nên nó thường quá đắt, chưa kể có thể quá nguy hiểm, để sử dụng trong nhà. Chi phí và nguy cơ tiềm ẩn của việc in SLS có nghĩa là thị trường nhà cho việc in SLS không lớn bằng thị trường cho các công nghệ sản xuất bồi đắp khác, chẳng hạn như Mô hình hóa lắng đọng nóng chảy (FDM).

## Công nghệ
Công nghệ sản xuất bồi đắp từng lớp SLS liên quan đến việc sử dụng laser công suất cao (ví dụ, laser CO2) để nung chảy các hạt nhỏ bằng nhựa, kim loại, gốm hoặc bột thủy tinh thành một khối có hình dạng ba chiều mong muốn. Laser chọn lọc kết hợp các vật liệu bột bằng cách quét các mặt cắt ngang được tạo ra từ mô tả kỹ thuật số 3 chiều của chi tiết (ví dụ từ tệp CAD hoặc dữ liệu quét) trên bề mặt của một chiếc giường bột. Sau khi quét từng mặt cắt, lớp bột được hạ xuống một lớp, một lớp vật liệu mới được áp dụng lên trên, và quá trình này được lặp lại cho đến khi hoàn thành xong chi tiết.
Bởi vì mật độ chi tiết hoàn thành phụ thuộc vào công suất laser đỉnh, thay vì thời gian chiếu tia  laser, một máy SLS thường sử dụng một laser xung. Máy SLS gia nhiệt sơ bộ vật liệu bột rời trong lớp bột hơi dưới điểm nóng chảy của nó, để laser dễ tăng nhiệt độ của các khu vực được lựa chọn phần còn lại của đường đến điểm nóng chảy.
Ngược lại với một số quy trình sản xuất phụ gia khác, chẳng hạn như In li-tô lập thể (SLA) và mô hình lắng đọng nóng chảy (FDM), thường yêu cầu cấu trúc hỗ trợ đặc biệt để chế tạo thiết kế có phần lồi. SLS không cần một bộ cấp riêng biệt cho vật liệu hỗ trợ bởi vì chi tiết được xây dựng được bao quanh bởi bột chưa thiêu kết ở mọi thời điểm, điều này cho phép xây dựng các hình học trước đây không thể xây dựng. Ngoài ra, vì buồng máy luôn chứa đầy chất bột nên việc chế tạo nhiều bộ phận có tác động thấp hơn nhiều đến độ khó và giá cả của thiết kế bởi vì thông qua một kỹ thuật được gọi là 'lồng nhau' nhiều chi tiết có thể được định vị để vừa với ranh giới của máy. Một khía cạnh thiết kế mà cần được quan sát tuy nhiên là với SLS nó là 'không thể' chế tạo chỗ rỗng được bao lại hoàn toàn. Điều này là do bột chưa thiêu kết trong chi tiết không thể thoát được.
Vì các bằng sáng chế đã bắt đầu hết hạn, máy in gia đình giá cả phải chăng, nhưng quá trình gia nhiệt vẫn là một trở ngại, với mức tiêu thụ điện lên đến 5 kW và nhiệt độ phải được kiểm soát trong vòng 2 °C trong ba giai đoạn gia nhiệt sơ bộ, nấu chảy và lưu trữ trước khi tách chi tiết.  Lưu trữ ngày 28 tháng 4 năm 2015 tại Wayback Machine

## Vật liệu và ứng dụng
Một số máy SLS sử dụng bột một thành phần, chẳng hạn như thiêu kết laser kim loại trực tiếp. Bột thường được sản xuất bằng cách nghiền bi. Tuy nhiên, hầu hết các máy SLS đều sử dụng bột hai thành phần, thường là bột phủ hoặc hỗn hợp bột. Trong bột đơn thành phần, laser chỉ tan chảy bề mặt bên ngoài của các hạt (nấu chảy bề mặt), nung chảy các lõi rắn không tan chảy với nhau và đến lớp trước.
So với các phương pháp sản xuất bồi đắp khác, SLS có thể sản xuất các bộ phận từ nhiều loại vật liệu bột thương mại. Chúng bao gồm các polyme như nylon (gọn gàng, thủy tinh chứa đầy hoặc các chất độn khác) hoặc polystyrene, các kim loại bao gồm thép, titan, hợp kim hỗn hợp, và vật liệu tổng hợp và cát xanh. Quá trình vật lý có thể tan chảy hoàn toàn, tan chảy một phần hoặc thiêu kết pha lỏng. Tùy thuộc vào vật liệu, mật độ lên đến 100% có thể đạt được với các đặc tính vật liệu so sánh với các tính chất của phương pháp sản xuất thông thường. Trong nhiều trường hợp, số lượng lớn các bộ phận có thể được đóng gói bên trong bàn bột, cho phép năng suất rất cao.
Công nghệ SLS được sử dụng rộng rãi trên toàn thế giới do khả năng dễ dàng tạo ra các hình học rất phức tạp trực tiếp từ dữ liệu CAD kỹ thuật số. Ban đầu, nó là một cách để xây dựng các bộ phận nguyên mẫu ban đầu trong chu kỳ thiết kế, nó ngày càng được sử dụng trong sản xuất hạn chế để sản xuất các bộ phận sử dụng cuối cùng. Một ứng dụng ít được mong đợi và phát triển nhanh hơn của SLS là việc sử dụng nó trong nghệ thuật.
Bởi vì SLS có thể sản xuất các bộ phận được làm từ nhiều loại vật liệu khác nhau (nhựa, thủy tinh, gốm hoặc kim loại), nó nhanh chóng trở thành một quy trình phổ biến để tạo ra nguyên mẫu và thậm chí cả sản phẩm cuối cùng. SLS ngày càng được sử dụng trong công nghiệp trong những tình huống cần một lượng nhỏ các bộ phận chất lượng cao, chẳng hạn như trong ngành hàng không vũ trụ, nơi mà SLS đang được sử dụng thường xuyên hơn để tạo ra nguyên mẫu cho máy bay. Máy bay thường được xây dựng với số lượng nhỏ và phục vụ trong nhiều thập kỷ, vì vậy sản xuất khuôn mẫu vật lý cho các bộ phận trở nên không hiệu quả về chi phí, vì vậy SLS đã trở thành một giải pháp tuyệt vời.

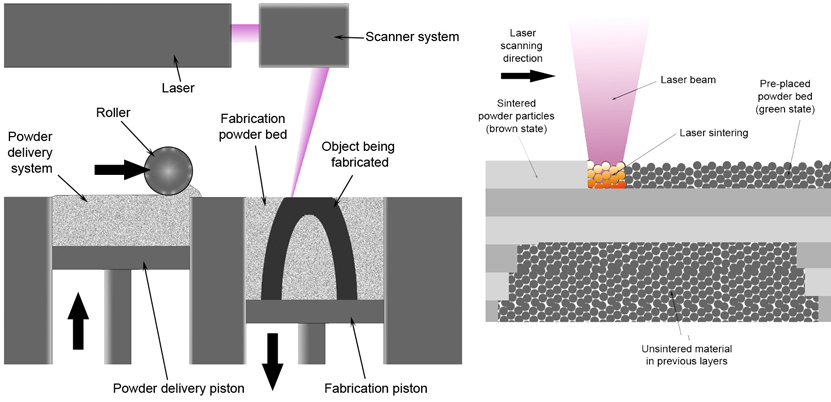
Quá trình thiêu kết laser chọn lọc

### Ưu điểm so với nhược điểm

#### Ưu điểm
Một lợi thế khác biệt của quá trình SLS là bởi vì nó hoàn toàn tự hỗ trợ, nó cho phép các bộ phận được xây dựng trong các phần khác trong một quá trình được gọi là lồng nhau - với hình học phức tạp cao mà không thể xây dựng được theo bất kỳ cách nào khác.
Các bộ phận có độ bền và độ cứng cao
Chịu hóa chất tốt
Khả năng hoàn thiện khác nhau (ví dụ: kim loại hóa, tráng men, mài rung, màu bồn tắm, liên kết, bột, lớp phủ, đổ xô)
Tương thích sinh học theo EN ISO 10993-1 và USP / mức VI / 121 °C
Các bộ phận phức tạp với các thành phần bên trong, các kênh, có thể được xây dựng mà không cần bẫy vật liệu bên trong và thay đổi bề mặt khỏi việc loại bỏ hỗ trợ.
Quy trình sản xuất bồi đắp nhanh nhất để in các chức năng, bền, nguyên mẫu hoặc các bộ phận người dùng cuối.
Sự đa dạng về vật liệu và đặc tính độ bền, độ lâu bền và chức năng, SLS cung cấp vật liệu dựa trên Nylon như một giải pháp tùy thuộc vào ứng dụng.
Do tính chất cơ học tuyệt vời, vật liệu thường được sử dụng để thay thế các loại nhựa ép phun thông thường.

#### Nhược điểm
Các bộ phận in SLS có bề mặt xốp. Có thể được phủ kín bằng cách áp dụng một lớp phủ như cyanoacrylate.